# عميرة هاس

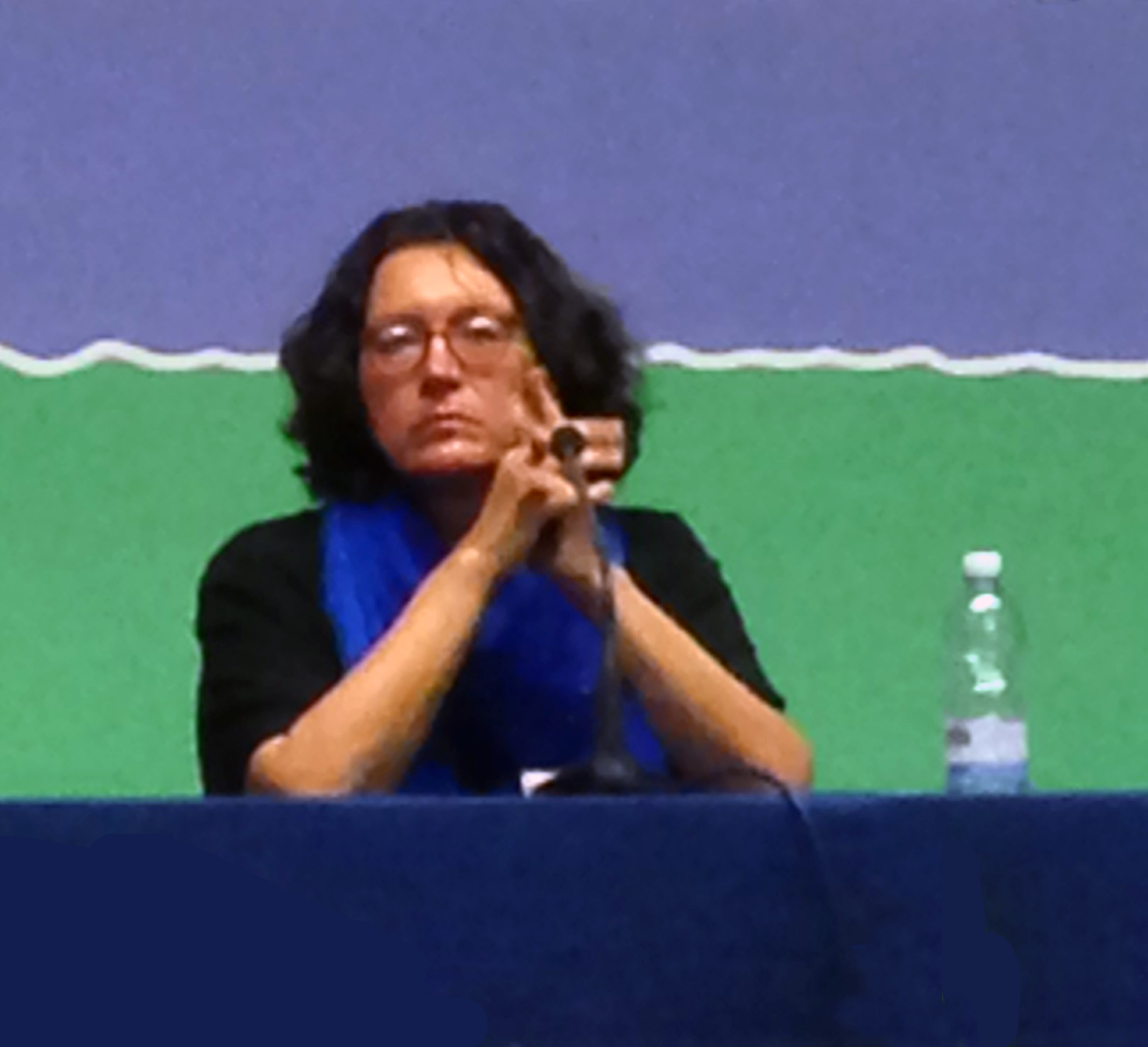
عميرة هاس

عميرة هاس أو أميرة هاس (بالعبرية: עמירה הס) (وُلدت في 28 يونيو 1956) صحفية وكاتبة إسرائيلية تسكن في الضفة الغربية، تُعتبر من أهم الصحفيين الذين يدافعون عن الحقوق الشرعية للشعب الفلسطيني، اشتُهِرت بمقالاتها في صحيفة هآرتس.

## أسرتها
ولِدت في القدس في عام 1956, هي ابنة لأبوين ناجين من المحرقة: والدتها، هنَّا ليفي، ولدت لعائلة يهودية من السفارديم من سراييفو في البوسنة، كانت ناشطة في الحركة الشيوعية: أثناء الاحتلال الألماني في الحرب العالمية الثانية انضمت إلى أنصار تيتو. اعتُقلت في الجبل الأسود من قبل النازيين وقالت إنها أرسلت إلى بيرغن بيلسن وهناك تمكنت من البقاء على قيد الحياة وكتابة مذكراتها. والد أميرة هاس هو ابراهام هاس، ناشط في الحركة الشيوعية السرية في رومانيا تم ترحيله من قبل جيش - الفاشيين إلى الغيتو ومعسكرات الموت في ترانسنيستريا. هناك، ولكنه استطاع البقاء على قيد الحياة. بعد الحرب، كلا الوالدين وجدا أنفسهما بدون أسرهم ومجتمعاتهم المحلية، وبسبب خيبة الأمل من الجو العام في وطنهم، قررا الهجرة إلى الدولة الفتية آنذاك إسرائيل في عام 1949. واستأنفا النضال الشيوعي هناك. إبراهام كان من المنتخَبين لعضوية اللجنة المركزية للحزب الشيوعي الإسرائيلي.

## حياتها المهنية
بدأت أميرة هاس حياتها المهنية في هآرتس في عام 1989، وبدأت تُراسل من الأراضي الفلسطينية في عام 1991. حتى عام 2003، كانت اليهودية الوحيدة التي تعيش بين الفلسطينيين في غزة منذ عام 1993 وفي رام الله منذ عام 1997. ومن هناك كتبت كتابين عن التجارب المتعاقبة وهما : رواية شرب ماء البحر في غزة، ومراسل في رام الله وهو مجموعة من المقالات من الضفة الغربية.
تقدم أميرة هاس تقارير تقول هي عنها أنها ليست بالضرورة موضوعية ولكنها «شريفة» وهي تصف الحياة اليومية للسكان الفلسطينيين، وعادة ما تكون منتقدة للسياسة الإسرائيلية تجاه الفلسطينيين. ومع ذلك، فإنها لا تفشل في أن تكون حادة تجاه القيادة الفلسطينية، فخلال سنوات الانتفاضة، على سبيل المثال، نشرت عدة مقالات عن الفوضى والاضطراب الناجم عن الميليشيات المرتبطة بحركة فتح التي يتزعمها الرئيس الفلسطيني ياسر عرفات والحرب الدامية بين الفصائل الفلسطينية في نابلس.
بسبب تقاريرها ونشرها لحقائق ولآراء مخالفة للمواقف الإسرائيلية والفلسطينية الرسمية، كانت أميرة هاس غالبا ما تكون هدفا لهجمات لفظية من قبل السلطات الفلسطينية والإسرائيلة على حد سواء.
عندما يذكر أصدقاء الشعب الفلسطيني من الصحفيين عادة ما يذكر مع عميرة هاس الصحفي الإسرانيلي في هاآرتس أيضاً جدعون ليفي.

### كتاب شرب ماء البحر في غزّة
يُعدّ الكتاب عبارة عن تقرير صحفي طويل حوالي 400 صفحة، مكتوب بلغة جزلة، سهلة القراءة، ممتعة ومفيدة، تنقل القارئ إلى هذا الشاطئ القريب - البعيد، دونما تملق. فهي من خلال كتابها، أن تقول الحقيقة كما تراها، وهذا ما يجعل صوتها مسموعًا ومثيرًا للجدل.

## أعمالها
من أعمالها:
- رواية شرب ماء البحر في غزة طبع في عام 2001.
- مراسل في رام الله: وهو مجموعة من المقالات من الضفة الغربية طبع في عام 2004.

## تكريمها
تلقت عدة جوائز صحافية أبرزها الجائزة العالمية لحرية الصحافة التي تمنحها اليونسكو وذلك في عام 2003.

## وصلات خارجية
- عميرة هاس على موقع IMDb (الإنجليزية)